# Norvel Pelle
Norvel Pelle (Saint John's, 3 febbraio 1993) è un cestista antiguo-barbudano con cittadinanza statunitense naturalizzato libanese.

## Statistiche

### NBA

#### Regular Season
| Anno      | Squadra            | PG | PT | MP  | TC%  | 3P% | TL%  | RP  | AP  | PRP | SP  | PP  |
| --------- | ------------------ | -- | -- | --- | ---- | --- | ---- | --- | --- | --- | --- | --- |
| 2019-2020 | Philadelphia 76ers | 24 | 0  | 9,7 | 52,1 | 0,0 | 50,0 | 3,0 | 0,3 | 0,1 | 1,3 | 2,4 |
| 2020-2021 | Brooklyn Nets      | 3  | 0  | 9,3 | 42,9 | -   | -    | 2,3 | 0,0 | 0,0 | 1,0 | 2,0 |
| 2020-2021 | Sacramento Kings   | 1  | 0  | 4,0 | 0,0  | -   | 75,0 | 1,0 | 1,0 | 0,0 | 0,0 | 3,0 |
| 2020-2021 | N.Y. Knicks        | 9  | 0  | 5,8 | 71,4 | -   | 50,0 | 1,2 | 0,1 | 0,1 | 0,7 | 1,2 |
| 2021-2022 | Utah Jazz          | 3  | 0  | 6,3 | 60,0 | -   | -    | 2,0 | 0,0 | 0,0 | 0,3 | 2,0 |
| Carriera  | Carriera           | 40 | 0  | 8,4 | 52,9 | 0,0 | 55,0 | 2,4 | 0,3 | 0,1 | 1,0 | 2,1 |

#### Playoffs
| Anno     | Squadra            | PG | PT | MP  | TC% | 3P% | TL% | RP  | AP  | PRP | SP  | PP  |
| -------- | ------------------ | -- | -- | --- | --- | --- | --- | --- | --- | --- | --- | --- |
| 2020     | Philadelphia 76ers | 1  | 0  | 7,0 | -   | -   | -   | 0,0 | 0,0 | 1,0 | 1,0 | 0,0 |
| Carriera | Carriera           | 1  | 0  | 7,0 | -   | -   | -   | 0,0 | 0,0 | 1,0 | 1,0 | 0,0 |

### G League
| Anno      | Squadra          | PG  | PT | MP   | TC%  | 3P%  | TL%  | RP   | AP  | PRP | SP  | PP   |
| --------- | ---------------- | --- | -- | ---- | ---- | ---- | ---- | ---- | --- | --- | --- | ---- |
| 2013-2014 | Delaware 87ers   | 35  | 6  | 13,1 | 51,3 | 0,0  | 62,3 | 3,1  | 0,2 | 0,4 | 1,4 | 5,5  |
| 2014-2015 | Delaware 87ers   | 4   | 0  | 10,6 | 75,0 | -    | 75,0 | 3,0  | 0,0 | 0,3 | 2,3 | 5,3  |
| 2018-2019 | Del. Blue Coats  | 36  | 26 | 22,8 | 70,3 | -    | 75,0 | 8,3  | 1,3 | 0,3 | 2,9 | 11,1 |
| 2019-2020 | Del. Blue Coats  | 8   | 6  | 22,5 | 64,8 | 0,0  | 62,5 | 9,1  | 1,0 | 0,4 | 2,8 | 13,9 |
| 2020-2021 | Canton Charge    | 3   | 0  | 24,3 | 70,0 | -    | 25,0 | 10,7 | 1,0 | 0,7 | 3,0 | 10,0 |
| 2021-2022 | Cleveland Charge | 28  | 12 | 18,5 | 58,5 | 30,0 | 83,3 | 6,1  | 0,7 | 0,4 | 1,1 | 7,4  |
| 2022-2023 | F.W. Mad Ants    | 21  | 6  | 14,3 | 51,1 | 0,0  | 80,0 | 4,7  | 0,7 | 0,2 | 1,3 | 6,0  |
| Carriera  | Carriera         | 135 | 56 | 17,7 | 61,2 | 21,4 | 71,7 | 5,9  | 0,7 | 0,3 | 1,9 | 8,1  |

## Palmarès
- Coppa Italia: 1

Auxilium Torino: 2018